# Varespää
Varespää är en kulle i Finland.   Den ligger i den ekonomiska regionen Norra Lappland och landskapet Lappland, i den norra delen av landet, 800 km norr om huvudstaden Helsingfors. Toppen på Varespää är 331 meter över havet.
Terrängen runt Varespää är huvudsakligen platt.  Trakten runt Varespää är nära nog obefolkad, med mindre än två invånare per kvadratkilometer.